# Eupithecia moecha
Eupithecia moecha är en fjärilsart som beskrevs av Karl Dietze 1903. Eupithecia moecha ingår i släktet Eupithecia och familjen mätare. Inga underarter finns listade i Catalogue of Life.